# Rhynchina poecilopa
Rhynchina poecilopa là một loài bướm đêm trong họ Erebidae.